# Ahmed Khalil (1994)
Ahmed Khalil (21 de dezembro de 1994) é um futebolista profissional tunisiano que atua como meia.

## Carreira
Ahmed Khalil representou o elenco da Seleção Tunisiana de Futebol no Campeonato Africano das Nações de 2017.